# Qaanaaq Museum
Qaanaaq Museum er et museum i byen Qaanaaq, som ligger i Avannaata Kommune, helt nordvest i Grønland.
Museumsbygningen er de opdagelsesrejsendes Knud Rasmussen og Peter Freuchens handelsstation (Thule Handelsstation), som er flyttet fra Uummannaq (Dundas) til Qaanaaq.